# ليزا أولين
ليزا أولين (بالسويدية: Lisa Ohlin)‏ هي مخرجة وكاتبة سيناريو ومخرجة سويدية، ولدت في 20 فبراير 1960.

## وصلات خارجية
- ليزا أولين على موقع IMDb (الإنجليزية)
- ليزا أولين على موقع ألو سيني (الفرنسية)
- ليزا أولين على موقع أول موفي (الإنجليزية)
- ليزا أولين على موقع أول موفي (الإنجليزية)
- ليزا أولين على موقع قاعدة بيانات الأفلام السويدية (السويدية)
- ليزا أولين على موقع قاعدة بيانات الفيلم (الإنجليزية)
- ليزا أولين على موقع كينوبويسك (الروسية)